# Basketball-Bundesliga 1967/68
Die Saison 1967/68 ist die zweite Spielzeit der Basketball-Bundesliga. Die höchste Spielklasse im deutschen Vereinsbasketball der Herren, bis 1990 beschränkt auf das Gebiet Westdeutschlands ohne die DDR, wurde in zwei regionalen Gruppen Nord und Süd ausgetragen und ermittelte die vier Teilnehmer der Finalrunde um die Deutsche Meisterschaft.

## Saisonnotizen
Absteiger der Vorsaison aus der höchsten Spielklasse waren der TSV Hagen 1860 und der SSV Hellas Göttingen in der Gruppe Nord sowie der SV Möhringen und der MTSV Schwabing in der Gruppe Süd. Sie wurden ersetzt durch die Neuköllner Sportfreunde und den TV Grafenberg aus Düsseldorf in der Gruppe Nord sowie USC München und Eintracht Frankfurt in der Gruppe Süd.
Die Hauptrunde wurde im Rundenturnier-Modus innerhalb der jeweiligen Regionalgruppen ausgetragen. In jener Spielzeit gingen auch unentschiedene Spielergebnisse in die Wertung ein. Am Ende der Hauptrunde lagen der BC Darmstadt und der TSV 1860 München in der Gruppe Süd gleichauf. In diesem Fall entschied kein direkter Vergleich, wie später üblich, sondern ein Entscheidungsspiel, welches über den zweiten Absteiger aus der Gruppe Süd entschied. Dabei verlor der TSV 1860 gegen den Darmstädter BC und stieg ab.
In der Finalrunde spielten die Teilnehmer entsprechend der Gruppenplatzierungen über Kreuz in Hin- und Rückspiel die Finalteilnehmer aus. Im Finalspiel in der Schloßwall-Halle in Osnabrück kam es zu einer Neuauflage des Vorjahresendspiels, in dem der Titelverteidiger MTV 1846 Gießen gegen Gastgeber VfL Osnabrück erneut mit 79:69 die Oberhand und seinen Meisterschaftstitel verteidigte. Der FC Bayern München gewann das Pokalfinale gegen den MTV Wolfenbüttel und konnte nach den beiden Meisterschaften in den 1950er Jahren einen weiteren nationalen Titel gewinnen.

## Endstände

### Hauptrunde
| #  | Mannschaft                  | Punkte | Körbe     |
| -- | --------------------------- | ------ | --------- |
| 1  | VfL Osnabrück (P)           | 32:40  | 1428:1111 |
| 2  | ATV 77 Düsseldorf           | 31:50  | 1417:1130 |
| 3  | MTV Wolfenbüttel            | 22:14  | 1112:1012 |
| 4  | SSV Hagen                   | 21:15  | 1305:1264 |
| 5  | TuSA 06 Düsseldorf          | 18:18  | 1276:1263 |
| 6  | Neuköllner Sportfreunde (N) | 15:21  | 1049:1181 |
| 7  | Oldenburger TB              | 14:22  | 1125:1246 |
| 8  | ASC Gelsenkirchen           | 12:24  | 1087:1246 |
| 9  | TV Grafenberg (N)           | 08:28  | 1145:1372 |
| 10 | Post-SV Hannover            | 07:29  | 1142:1261 |

| #  | Mannschaft              | Punkte | Körbe     |
| -- | ----------------------- | ------ | --------- |
| 1  | MTV 1846 Gießen (M)     | 33:30  | 1403:1116 |
| 2  | USC Heidelberg          | 28:80  | 1338:1179 |
| 3  | PSV Grünweiß Frankfurt  | 25:11  | 1471:1344 |
| 4  | FC Bayern München       | 18:18  | 1306:1216 |
| 5  | Heidelberger TV 1846    | 15:21  | 1238:1296 |
| 6  | Eintracht Frankfurt (N) | 14:22  | 1179:1292 |
| 7  | USC München (N)         | 13:23  | 1140:1214 |
| 8  | BC Darmstadt1           | 12:24  | 1225:1418 |
| 9  | TSV 1860 München1       | 12:24  | 1226:1326 |
| 10 | TSV Schwaben Augsburg   | 10:26  | 1114:1239 |

1 Platzierung nach Entscheidungsspiel für Darmstadt

| (M) Meister der Vorsaison____  | (N) Neuling (Aufsteiger)____ | (P) Pokalsieger der Vorsaison |
| Fett Finalrundenteilnehmer____ |  Absteiger____               |  Abstieg abgewendet           |

### Finalrunde
|  | Halbfinale | Halbfinale     | Halbfinale | Halbfinale | Halbfinale |    |               | Finale | Finale | Finale |
|  |            |                |            |            |            |    |               |        |        |        |
|  | N 1        | VfL Osnabrück  | 75         | 70         | 145        |    |               |        |        |        |
|  | S2         | USC Heidelberg | 55         | 60         | 115        |    |               |        |        |        |
|  | S2         | USC Heidelberg | 55         | 60         | 115        |    | VfL Osnabrück | 69     |        |        |
|  |            |                |            |            |            |    | VfL Osnabrück | 69     |        |        |
|  |            |                | MTV Gießen | 79         |            |    |               |        |        |        |
|  | S 1        | MTV Gießen     | MTV Gießen | 79         | 91         | 83 | 174           |        |        |        |
|  | S 1        | MTV Gießen     |            |            |            | 83 | 174           |        |        |        |
|  | N 2        | ATV Düsseldorf | 58         | 79         | 137        |    |               |        |        |        |

## Meistermannschaft
| Spieler | Spieler            | Spieler             | Spieler | Spieler | Spieler | Spieler        |
| Nr.     | Nat.               | Name                | Geburt  | Größe   | Info    | Letzter Verein |
| ------- | ------------------ | ------------------- | ------- | ------- | ------- | -------------- |
|         |                    | Guards (PG, SG)     |         |         |         |                |
| 5       | Deutschland        | Dietfried Kienast   |         |         |         |                |
| 8       | Deutschland        | Hubert Wolf         |         | 184     |         |                |
| 13      | Deutschland        | Wolfgang Dort       |         | 182     |         |                |
|         | Deutschland        | Heinz Ross          |         | 177     |         |                |
|         | Deutschland        | Jörg Bernath        |         |         |         |                |
|         |                    | Forwards (SF, PF)   |         |         |         |                |
| 7       | Deutschland        | Franz-Josef Wolf    |         | 187     |         |                |
| 9       | Deutschland        | Jochen Glock        |         | 193     |         |                |
| 11      | Deutschland        | Karl Ampt           |         | 190     |         |                |
| 14      | Deutschland        | Holger Geschwindner |         | 192     |         |                |
|         |                    | Center (C)          |         |         |         |                |
| 10      | Deutschland        | Klaus Jungnickel    |         |         |         |                |
| 12      | Deutschland        | Bernd Röder         |         |         |         |                |
|         | Vereinigte Staaten | Lu Jackson          |         | 197     |         |                |

| Trainer | Trainer         | Trainer  |
| Nat.    | Name            | Position |
| ------- | --------------- | -------- |
| Ungarn  | Laszlo Lakfalvi |          |

| Legende                                                                               | Legende   |
| Abk.                                                                                  | Bedeutung |
| ------------------------------------------------------------------------------------- | --------- |
|                                                                                       |           |
| Quellen                                                                               |           |
| [ltigiessen46ers.de (Memento vom 21. Dezember 2011 im Internet Archive) Teamhomepage] |           |

| Legende                                                                               | Legende   |
| Abk.                                                                                  | Bedeutung |
| ------------------------------------------------------------------------------------- | --------- |
|                                                                                       |           |
| Quellen                                                                               |           |
| [ltigiessen46ers.de (Memento vom 21. Dezember 2011 im Internet Archive) Teamhomepage] |           |